# Système de référence en anatomie
 (septembre 2020).

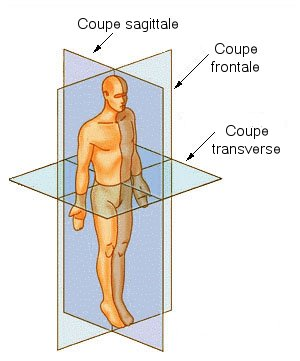
Plans de références chez l'être humain.

Un système de référence en anatomie est la terminologie utilisée pour se repérer de façon précise dans la structure anatomique d'un organisme, humain ou non. Un système de référence anatomique repose sur un ensemble de plans et d'axes définis par rapport à la position standard de l'organisme décrit. Par exemple, on utilise cette terminologie pour indiquer l'orientation des coupes histologiques ou des vues utilisées dans les schémas et images en médecine ou en biologie humaine à partir de la position anatomique (dite de Poirier), c'est-à-dire lorsque le sujet est debout face à l'observateur.

## Plans de référence

### Plans sagittaux et plan médian
Un plan sagittal est un plan vertical, orienté d'avant en arrière (du latin sagitta, « flèche », comme une flèche transperçant l'organisme). Parmi l'infinité de plans sagittaux, tous parallèles entre eux, un présente la particularité de séparer la moitié gauche de la moitié droite du corps : il s'agit du plan médian.
Pour décrire la position d'une entité par rapport au plan médian, on dira qu'elle est située en position médiale si elle est proche du plan ou, au contraire, latérale si elle en est plus éloignée. Ainsi, chez l'homme, les yeux sont en position plus médiale que les oreilles.
Lorsque l'on décrit la position de plusieurs entités par rapport au plan médian, on dira qu'elles sont ipsilatérales ou homolatérales si elles sont toutes situées du même côté, soit à droite soit à gauche. Par contre, si une première structure est situé d'un côté du plan médian, et une seconde structure est situé de l'autre côté, on dira de ces deux structures qu'elles sont controlatérales ou hétérolatérales.
Dans l'anatomie des animaux pluricellulaires à symétrie bilatérale (qui forment le sous-règne des bilateria), on trouve de nombreux organes pairs, c'est-à-dire constitués de deux moitiés symétriques, généralement positionnées de part et d'autre du plan médian. C'est le cas du cerveau humain, qui comprend deux hémisphères, un gauche et un droit.

### Plans transverses ou Axial
Un plan transverse ou axial est un plan horizontal (donc perpendiculaire au plan médian), qui sépare le corps en une partie crâniale (du côté de la tête) et une partie caudale (du côté de la queue). En anatomie humaine, les plans transversaux séparent le corps en une partie supérieure (du côté de la tête) et une partie inférieure (du côté des pieds).

### Plans coronaux ou frontaux
Un plan coronal (ou frontal) est un plan perpendiculaire au plan médian et au plan transverse, qui sépare le corps en une partie antérieure ou ventrale et une partie postérieure ou dorsale.

## Axes de référence

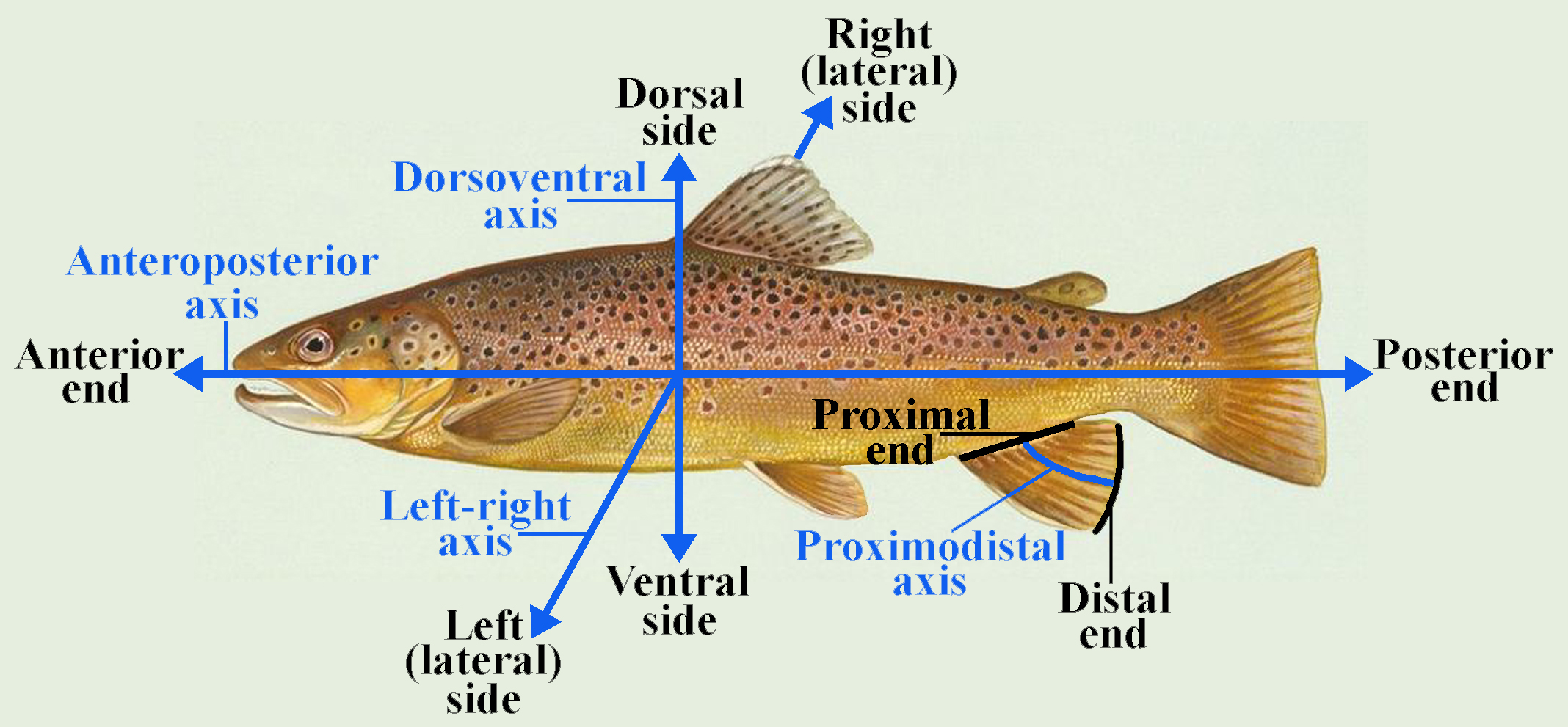
Les principaux axes de l'anatomie des vertébrés.

Principaux axes des radiaires.

Les axes de référence sont définis perpendiculairement aux plans de référence.

### Axe dorso-ventral (ou sagittal)
L'axe dorso-ventral est perpendiculaire aux plans coronaux (ou frontaux). Cet axe est le premier à se mettre en place durant l'embryogenèse vers le 6e jour après la fécondation. Il correspond par la suite à la disposition topographique des structures primordiales du tube neural, qui sont dorsales par rapport à celles du tube gastro-intestinal.

### Axe rostro-caudal (ou cranio-caudal ou vertical)
L'axe rostro-caudal est perpendiculaire aux plans transverses. Il est parallèle à la colonne vertébrale chez les vertébrés et plus généralement, chez les animaux à symétrie bilatérale, cet axe relie schématiquement l'orifice oral (ou rostre, rostrum signifiant en latin proue) à l'orifice anal (du côté de la queue, cauda en latin). Il correspond au second axe mis en place durant les premières étapes de l'embryogenèse. Pour la plupart des animaux, cet axe est horizontal et est donc aussi appelé axe antéro-postérieur. Par contre, cela n'est pas le cas chez les bipèdes pour qui le ventre est en avant, c'est pourquoi on préfère utiliser le qualificatif rostro-caudal de façon à éviter cette ambiguïté.

### Axe droite-gauche (ou horizontal)
L'axe droite-gauche est défini comme orthogonal au plan médian. La brisure de symétrie qui conduit à la formation de l'organisation droite-gauche d'un organisme se produit aussi très tôt pendant l'embryogénèse. Elle conditionne la latéralisation des organes internes. La condition souvent asymptomatique de situs inversus (ou situs transversus) se manifeste par une inversion totale ou partielle des organes par rapport au plan médian.

## Anatomie humaine

### Position de référence ou position anatomique standard

Position anatomique de référence.

En anatomie humaine, la position de référence est celle à partir de laquelle on décrit toujours le corps humain, à l'âge adulte, en station verticale les critères sont :
- le sujet en position debout, face à l'observateur ;
- les membres inférieurs sont joints, l'axe du pied faisant avec la jambe un angle de 90° ;
- le regard à l'horizontale (plan de Francfort) ;
- les bras pendants le long du corps ;
- les avant-bras et les mains en supination (les mains ouvertes, la paume vers l'avant, le pouce en direction latérale, les autres doigts pointant vers le bas) ;
- pour l'homme, le pénis au repos.

Du fait de la position bipède de l'être humain, certains plans et axes de références n'ont pas la même orientation spatiale que dans l'anatomie des autres animaux. Par exemple, l'axe rostro-caudal qui représente l'axe de la colonne vertébrale des vertébrés est horizontal chez les animaux quadrupèdes, mais vertical chez l'homme et les autres bipèdes. De plus, l'orientation est rendue encore plus compliquée par le fait que la tête fait un angle droit avec le reste du corps, si bien que la partie ventrale du crâne n'est pas tournée vers l'avant comme pour le reste du corps mais tournée vers le bas. On définit donc une position de référence pour la tête selon laquelle le plan de Francfort est horizontal, c'est-à-dire que le plan qui passe par le bord inférieur des orbites oculaires et le bord supérieur des conduits auditifs est parallèle au sol dans cette position de référence. Cela correspond à un sujet debout regardant droit devant lui.

### Imagerie médicale et conventions
Traditionnellement, les images médicales sont bidimensionnelles. Elles représentent le plus souvent une coupe (ou la reconstruction d'une coupe virtuelle). Il se pose alors le problème de savoir comment est présentée l'image obtenue, notamment si ce qui est à droite sur l'image correspond à la partie droite du corps ou si, inversement la partie droite de l'image représente la partie gauche du corps. En effet, du fait de la symétrie bilatérale, il est facile de confondre la moitié droite et la moitié gauche d'un organisme.
Par exemple, dans la figure ci-dessus, la coupe frontale passe au niveau des bras. Si on la regarde de face, autrement dit en vue ventrale, la droite et la gauche sont inversées : le bras droit du patient apparaît sur la gauche de l'image et, réciproquement, le bras gauche est à droite de l'image. Par contre, si on regarde cette coupe depuis l'arrière, comme si on se plaçait dans son dos, i.e. en vue dorsale, alors le bras gauche du patient apparaîtra sur la partie gauche de l'image et le bras droit à droite. Le problème se pose de façon analogue pour les coupes transverses.
On utilise parfois la terminologie suivante pour distinguer ces différents types de vues. S'agissant des coupes transverses, on parle de type originel pour les coupes en vue de dessus (où la droite et la gauche ne sont pas inversées) et de type scanner dans les cas où la coupe est vue du dessous (actuellement, le mode le plus utilisé en anatomie).
Plus généralement, selon la convention radiologique en imagerie médicale, la partie droite de l'organisme est représentée sur la gauche de l'image. Par opposition, en convention neurologique, la droite et la gauche ne sont pas inversées sur l'image.

### Spécificités liées à l'imagerie cérébrale
L'une des difficultés vis-à-vis de l'imagerie médicale de la tête chez l'être humain tient au fait que l'encéphale n'est pas dans le prolongement du rachis mais forme un angle de telle sorte que, par exemple, la direction du regard est horizontale lorsqu'on se tient debout. Par conséquent, ce qui est en avant (antérieur) est ventral pour le reste du corps mais rostral (du côté du nez et de la bouche) s'agissant de la tête. De même, la face ventrale du cerveau correspond à la partie inférieure de cet organe. Seul le plan médian reste le même pour la tête et le reste du corps.
Une coupe axiale ou horizontale d'une tête humaine représentera donc le plan défini par les axes rostrocaudaux et droite-gauche, alors que, pour le reste du corps (ou pour la tête d'un animal non bipède), une telle coupe est définie par les axes dorsoventraux et droite-gauche ; si bien que les coupes axiales sont parallèles au lobe temporal chez l'homme, mais perpendiculaire au lobe temporal chez un animal quadrupède comme le rat.

### Qualificatifs d'orientation

Qualificatifs d'orientation dans le système de référence en anatomie.

Crânial ou

céphaliqueen direction de la tête ou tout simplement supérieur. En embryologie, on utilise aussi l'adjectif « rostral » pour qualifier les futures structures antérieures de l'encéphale.
Caudal ou

inférieurvers les pieds (historiquement la nomenclature anatomique servait aussi à décrire l'anatomie des animaux à quatre pattes, donc ce qualificatif désignait la direction de la queue, par opposition au museau ou au bec ou rostre) ; chez l'Homme le coccyx constitue le vestige de cet appendice et reste donc la référence pour le terme « caudal » ; on ne pourra donc pas appliquer cet adjectif aux éléments du membre pelvien (et par extension du membre thoracique) pour lesquels on préfèrera distal et proximal).
Médiansitué sur le plan médian du corps (plan de symétrie) ou dans l'axe longitudinal d'un membre.
Médialqui se rapproche du plan médian (positionné en dedans).
Latéralqui s'éloigne du plan médian (positionné en dehors).
Antérieur ou

ventralqui regarde / est situé vers l'avant.
Postérieur ou

dorsalqui regarde / est situé vers l'arrière. « Dorsal » désigne aussi la face arrière de la main et la face supérieure du pied.
Palmairepour la face avant de la main, du côté de la paume.
Plantairepour la face inférieure du pied, du côté de la plante.
Proximalproche de la racine d'un membre.
Distalproche de l'extrémité d'un membre.